# 村田英雄
村田 英雄（むらた ひでお、公称1929年（昭和4年）1月17日 - 2002年（平成14年）6月13日）は、日本の演歌歌手、俳優。佐賀県東松浦郡相知町（現・唐津市）出身。出生は福岡県浮羽郡吉井町（現・うきは市）である。本名：梶山 勇。血液型はAB型。新栄プロダクションに所属していた。愛称は、ムッチー。 浪曲で鍛え上げた歌声と男らしい風貌、世界観を持ち味に、戦後歌謡界の黄金期をリードした演歌界を代表する歌手の一人である。

## 生涯

### 浪曲師から歌手へ
福岡県浮羽郡吉井町（現・うきは市）に、二代目広沢虎吉の弟子であった実父・広沢仙遊（本名・近藤官七）、やはり浪曲師であった実母・矢野ツタ子の子として生まれる。生後まもなくツタ子の姉弟子である出利葉スミ子の養子となる。その後、スミ子が梶山春雄と結婚し、一家は佐賀県東松浦郡相知町（現・唐津市）へ引っ越す。
4歳の時、両親が雲井式部一座に加わり巡業先で雲井式部から京山茶目丸と名付けてもらい、宮崎県の孔雀劇場にて『中山安兵衛婿入り』初舞台を踏む。その後大人気の浪曲師に因んで少年 酒井雲と改名。無許可で名乗っていたが、本家の知るところとなり、これが機縁となり大阪道頓堀の劇場に出演中の酒井雲本人を訪ね、楽屋で声しらべをしてもらい、5歳のときに酒井雲門下に弟子入りし、当時師匠が住んでいた大阪市西九条に移住し修行を開始する。64番目の弟子であった。この時、師匠から酒井雲坊の名前をもらい、13歳で真打昇進、14歳で「酒井雲坊一座」の座長となり、その後も九州にて地方公演を続ける。
1945年、16歳で海軍に志願し、佐世保鎮守府相浦海兵団輸送班に配属される。6月19日、福岡市吉塚の専売局に砂糖を輸送する任務に就いた際に、福岡大空襲に遭遇。翌日、十五銀行ビル地下室の遺体搬送作業に従事した。
1947年に少女浪曲師の吉田伊万里（本名 野口ユイ子）と結婚。
1949年、浪曲界に顔の利いた西川芸能社(現 新栄プロダクション)前社長・西川幸男（浪曲師出身で、初代木村友衛門下だった）に宛て、自ら手紙を書きマネージメントを依頼。師匠・酒井雲と西川が合意、「日本一の浪曲師」を夢見て、妻子を九州に置いて上京し、25歳で村田英雄に改名。数年後に妻子を呼び寄せる。新婚当時は浪曲人気といえども貧乏の中で生活していたが、ラジオでの口演や実演で少しずつ名前が売れ出し、若手浪曲師として注目を集めるようになる。
1958年、たまたまラジオで村田の口演を聴いた古賀政男に見出され、すでに映画や演劇で知られていた十八番の芸題(演目)であった浪曲『無法松の一生』を古賀が歌謡曲化（歌謡浪曲）、同曲で歌手デビューを果たした。
- 尚、従来、舞台と映画で知られていたこの作品を取り上げたのは、師匠である酒井雲自身が浪曲界でも屈指の読書家であり『文芸浪曲』(文字の読み書きの出来ない人々にも文学に親しんでもらおうと考えだした芸題群の事)という浪曲のジャンルを確立し、この事を見習って、自身も北九州を舞台とした代表的な文学作品であった同作を取り上げた事と、文学界きっての偏屈者と噂された原作者の岩下俊作自身が浪曲ファンで浪曲化を承諾したといわれる。

しかし、同年に三船敏郎&高峰秀子主演によるリメイク版映画の公開があったものの、ヒットに恵まれず（わずかに「人生劇場」のリバイバルヒットがあったのみ）NHK紅白歌合戦（NHK総合・ラジオ第1、#NHK紅白歌合戦出場歴参照）への出場も果たせずにいた。
1961年11月に発売した西條八十作詞船村徹作曲の「王将」がミリオンセラーとなり、翌1962年に第4回日本レコード大賞特別賞を受賞。「王将」のヒットで、以前出した「無法松の一生」「人生劇場」なども相乗効果でヒット、人気を確立する。
「王将」は1962年に三國連太郎&淡島千景主演（監督：伊藤大輔、脚本：伊藤大輔、東映東京）、1973年には勝新太郎&中村玉緒主演 （監督：堀川弘通、脚本：笠原良三、東宝）でそれぞれ、映画化され、村田の代表作の一つとなった。
1973年、持病の糖尿病の悪化で倒れ、一年間休業するも復帰。1970年代に入ってからはヒットもなく一時低迷するも、演歌ブーム最中の1979年に、有線放送から「夫婦春秋」（1967年発売）がヒットし、相乗効果で（当時の）新曲「人生峠」、続いて「夫婦酒」をヒットさせ健在ぶりをアピールした。
また1981年〜1982年には、ラジオ番組『ビートたけしのオールナイトニッポン』（ニッポン放送）でその豪快なキャラクターや逸話をネタとして取り上げられた事で若年層からの人気も獲得する。
1988年、ともに同年代で同時期に活躍し、歌謡界をリードしてきた三橋美智也、春日八郎と「三人の会」を結成、ジョイント・コンサートなどで活動した。作風はデビューから一貫して『男』、『人生』、『夫婦』を題材に歌った曲が多い。また『二階堂伸』、『北くすを』、『北くすお』、のペンネームで作詞、作曲もこなしている。
俳優としては1939年の新興キネマ京都作品の少年浪曲師としての初出演を皮切に、1974年まで任侠映画等に多数出演。身長160cmと小柄ながら、男らしい風貌と鍛え上げた声で1960年代後半は東映任侠映画に欠かせない主演スターとして活躍。鶴田浩二・高倉健・北島三郎・千葉真一らと多数共演した。
持病の糖尿病が再び悪化した1991年以降も闘病生活を送りながらも「演歌が再び注目されるまで歌う」という執念から精力的に活動し、話題を集めた。
- 1993年 芸能生活60周年を記念し、『俺は村田だ!!』を出版。
- 1997年 半生記『生命あってこそ』を出版。芸能生活65周年記念パーティーを開く。
- 1999年11月13日 福岡県浮羽郡吉井町（現うきは市）の生家に石柱を建立、翌2000年10月18日に若宮八幡宮に生誕地記念碑が建立される。
- 2000年 石田須眞子と再婚（但し未入籍）。

### 闘病
村田の人生は「糖尿病との闘い」でもあった。食生活では大の野菜嫌いで、「太い声を出すには何より肉を食べることだ」として肉を多食した上、無類の酒好きであった。こうした生活習慣が影響し、35歳で発症。
発症から約8年後の1972年から1973年にかけて病状悪化のため一時入院。その後1991年、長年連れ添った妻・ユイ子が死去。その3日前には「三人の会」の仲間で公私共に親しかった先輩歌手の春日八郎も死去したことで、心労が重なり再び病状が悪化、見かねた周囲の関係者からの勧めで妻の葬儀終了後に治療のため入院。退院後は後見人(『全国村田英雄後援会』幹部)と「大阪のお母さん」と呼んでいた長年の愛人（ユイ子も生前「この人ならば」と半ば公認していた）石田須眞子（2009年11月1日、78歳没）が住む大阪府門真市に身を寄せ、ここを本拠地とし、仕事のある際だけ上京する生活を続ける。また同地で村田の闘病生活の支えとなっていた須眞子と「男としてけじめをつける」と再婚（2000年5月発表）。結婚式も挙げ、合計140歳の高齢婚と大いに話題となった。
体調管理を行い小康を得ていたが1995年頃より糖尿病の合併症が深刻となり、体も痩せてしまった。入退院を繰り返すようになるが、その頃も無理を押して当時村田の物真似を度々披露していた清水アキラのために、『オールスター爆笑ものまね紅白歌合戦!!』(フジテレビ系)のご本人登場で「皆の衆」を歌唱をするなどステージに立ち続けていた。しかし同年8月には急性心筋梗塞、欝血性心不全で一時意識不明に陥る。翌1996年1月には「三人の会」の仲間・三橋美智也が亡くなり、村田は病室から無理を押して葬儀にも参列した。「この前、私が倒れたとき真っ先に駆けつけて頂いたのが（三橋）先輩だった。まさか先に逝かれるとは」と思いを語っている。
そうした心労が祟り、1996年2月白内障手術のための入院中に倒れ、6時間におよぶ心臓バイパス手術を受けた（白内障の手術は回復した翌3月に受けた）。さらに5月には右下肢閉塞性動脈硬化症により、切断以外に治療方法がない程に壊疽状態が悪化したため、右膝下12センチで切断。軽石でかかとを洗っていたら、そのかかとが外れてしまったという程に壮絶なものであった。切断することに関しては、三橋の葬儀参列時には村田本人が既に決断していた。このとき「一切無になりたかった」と剃髪（病の影響で90年代以降、かつらを着用していた）。以後は坊主頭に作務衣がトレードマークになった。
翌97年には大月みやこ公演への特別出演という形で全国公演を実施。回復ぶりを示したものの、同年10月に低血糖発作（今まで呑んだことの無かった白ワインを酒と思わずに大量摂取したためと本人が苦笑いしながら会見）を起こし、一時は生死すら危ぶまれた。12月には糖尿病性網膜症のため左目を手術。2000年1月には左足も同様に切断。それまでは義足で歩いていたが完全に車椅子生活となる。さすがの村田も大きなショックを受けるも「足がなくても歌は歌える」と自ら鼓舞をするなど、ますますその存在感を示した。
2001年4月、同じ浪曲師出身で長年のライバルと言われた三波春夫も死去。村田は「もっと歌って欲しかった。非常に寂しい」「これで生き残ってるのは俺一人だけだな…」と憔悴しきった表情でインタビューに答えている。同年6月に「私にはもう時間がない、生きているうちに何としてでも世に出さなければ」と、「三人の会」のコンサートで発表したオリジナル楽曲をレコード会社の垣根を越えてCD化にこぎつけた。
2002年5月に体調を崩し入院していたが、6月13日午前9時52分、合併症の肺炎のため、大阪市都島区の大阪市立総合医療センターで死去。73歳没。戒名は「玉泉院英聲日楽大居士」（ぎょくせんいんえいしょうにちぎょうだいこじ）。没後に勲四等瑞宝章を授与された（勲記は没日の2002年6月13日付）。
共演経験のある室田日出男が3日後に死去、ビートたけしは「村田さんの次は室田さんが…」と故人を悼んだ。
なお死去5日前の6月8日には、スポーツ報知が訃報の誤報を一面に掲載。その情報を受けてテレビ番組「やじうまワイド」、東京スポーツ、日刊ゲンダイが同様に報道し、その後訂正・謝罪するという騒動が発生している。

## 親族・家族
実父・広沢仙遊、実母・矢野ツタ子
生後、ツタ子の姉弟子の出利葉スミ子の養子になる。その後、梶山春夫と結婚
妻 吉田伊万里（本名：野口ユイ子）
長男 裕司
長女 みどり
次男 達也
2000年 石田須眞子と再婚（但し未入籍）

## 記念館等

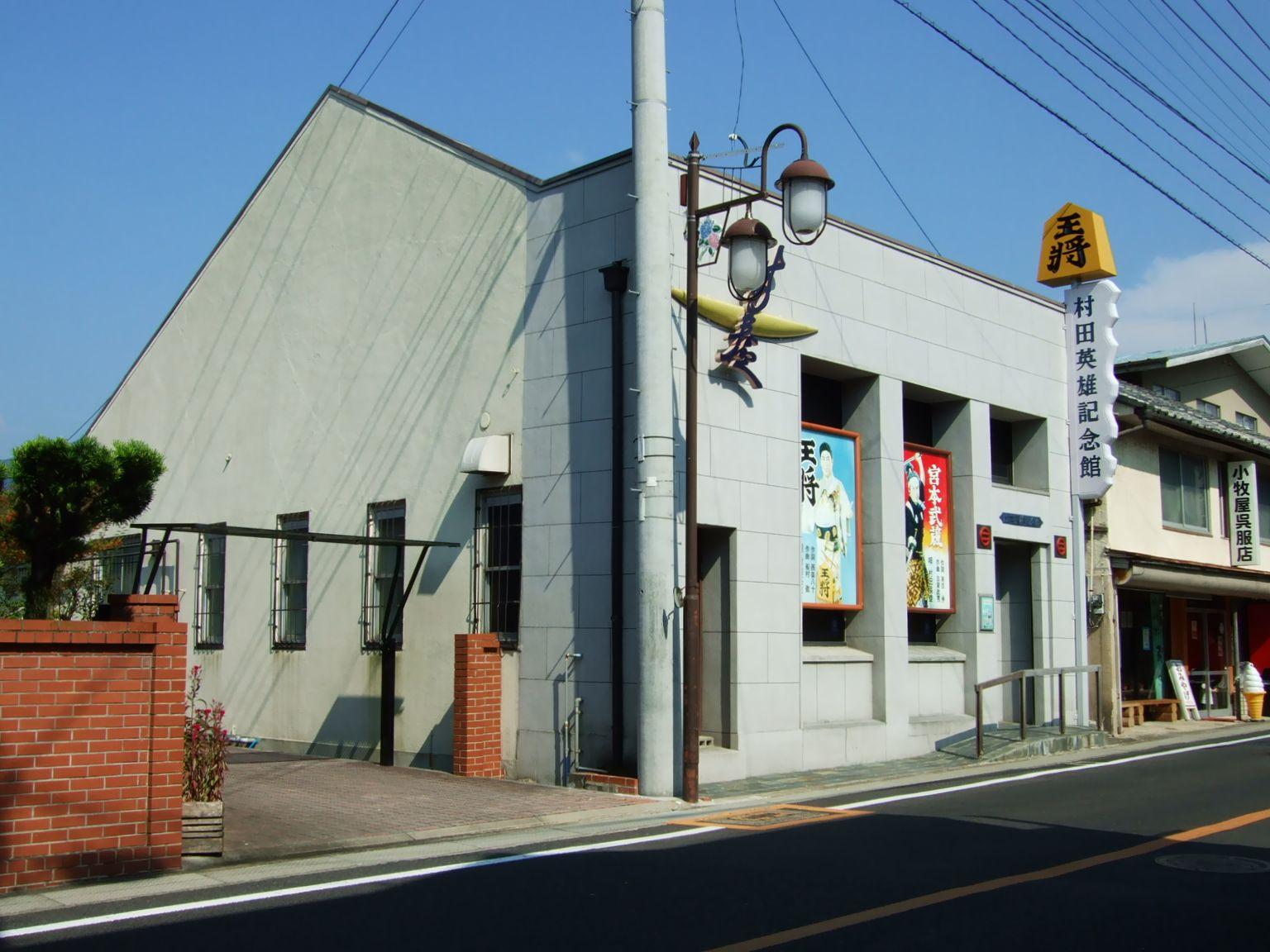
村田英雄記念館

2004年5月23日に地元の有志により村田の業績を後世に伝えるため故郷の佐賀県相知町（現唐津市）に「村田英雄記念館」がオープンした。旧・佐賀銀行相知支店として使用されていた店舗を改装した館内では、遺品の展示や、楽屋の再現コーナー、出演映画や出演番組を放映する音響コーナーなどがあり、喫茶コーナーでは遺品のカップや食器をそのまま利用して提供しており、BGMのリクエストにも応えている。
開館初年度の入館者は約2万4000人に達したが、開館日も減るなどにより2023年度は約420人に減少し、2025年3月16日で閉館することになった。展示品等は唐津市が保管する予定。
年に1回「村田英雄音楽祭」、「生誕祭」（1月17日）が行われている。2009年には福岡県うきは市も合同に「生誕祭」を行い、村田英雄を通して両市の交流が深まることとなった。
2016年1月17日に地元の寄付を募り、JR相知駅構内に記念碑が建立される。

## NHK紅白歌合戦出場歴
NHK紅白歌合戦は1961年・第12回に初出場を果たす。その後1972年・第23回まで12年連続で出場するが、1973年・第24回は、糖尿病治療のため入院中だったため事前に出場辞退を表明し、連続出場は12回でストップ。それでも1974年・第25回へ2年ぶりに返り咲いた。
70年代はヒットが出ず、紅白でも過去のヒットを歌う形が長く続いていたが、79年に12年前に発売した「夫婦春秋」が有線リクエストで人気を得て、それに相乗し当時の新曲「人生峠」が20万枚を超えるヒット。続けて「夫婦酒」もヒットしレコード歌手の第一線に返り咲く。1980年代に入っても、発売する曲はほとんどオリコンランキングにチャートインするなど根強い人気を見せ、1987年・第38回迄に14年連続で出場した。
しかし1988年・第39回で2度目の紅白落選となったが、1989年・第40回では第1部（昭和の紅白）へ2年振りの再復帰を果たし、通算記録では27回の出場を達成するも、当回が村田の生涯最後の紅白出演と成った。
さらにコロムビアに所属していた女性の紅組歌手（美空ひばり・島倉千代子・都はるみ等）が、紅白歌合戦でトリになることが多かった事情もあり、他の常連歌手と異なりコロムビアの村田は白組トリを一度も務めておらず、トリ未経験の歌手としては2014年・第65回まで最多出場回数の珍記録保持者でもあった。なお1962年・第13回、1979年・第30回、1982年・第33回では、村田が白組トリ候補として挙がっていたが、結局実現する事は皆無だった。
| 年度/放送回               | 回 | 曲目              | 出演順      | 対戦相手            | 備考                              |
| ------------------------- | -- | ----------------- | ----------- | ------------------- | --------------------------------- |
| 1961年（昭和36年）/第12回 | 初 | 王将              | 06/25       | 松山恵子            | 紅白初出場                        |
| 1962年（昭和37年）/第13回 | 2  | 王将（2回目）     | 23/25       | 松山恵子(2)         |                                   |
| 1963年（昭和38年）/第14回 | 3  | 柔道一代          | 14/25       | 畠山みどり          |                                   |
| 1964年（昭和39年）/第15回 | 4  | 皆の衆            | 13/25       | 島倉千代子          |                                   |
| 1965年（昭和40年）/第16回 | 5  | 柔道水滸伝        | 20/25       | 水前寺清子          |                                   |
| 1966年（昭和41年）/第17回 | 6  | 祝い節            | 20/25       | 水前寺清子(2)       |                                   |
| 1967年（昭和42年）/第18回 | 7  | 浪花の勝負師      | 08/23       | 越路吹雪            |                                   |
| 1968年（昭和43年）/第19回 | 8  | 竜馬がゆく        | 19/23       | 扇ひろ子            |                                   |
| 1969年（昭和44年）/第20回 | 9  | 王将（3回目）     | 15/23       | 西田佐知子          |                                   |
| 1970年（昭和45年）/第21回 | 10 | 闘魂              | 01/24       | 水前寺清子(3)       | トップバッター                    |
| 1971年（昭和46年）/第22回 | 11 | 人生劇場          | 16/25       | いしだあゆみ        |                                   |
| 1972年（昭和47年）/第23回 | 12 | ここで一番        | 07/23       | 佐良直美            | 紅白連続出場が12回でストップ      |
| 1974年（昭和49年）/第25回 | 13 | 皆の衆（2回目）   | 16/25       | ペドロ&カプリシャス | 2年ぶりに紅白復帰出場             |
| 1975年（昭和50年）/第26回 | 14 | 無法松の一生      | 10/24       | 水前寺清子(4)       |                                   |
| 1976年（昭和51年）/第27回 | 15 | 男の土俵          | 16/24       | 水前寺清子(5)       |                                   |
| 1977年（昭和52年）/第28回 | 16 | 男だけの唄        | 15/24       | 由紀さおり          |                                   |
| 1978年（昭和53年）/第29回 | 17 | 人生劇場（2回目） | 22/24       | 島倉千代子(2)       |                                   |
| 1979年（昭和54年）/第30回 | 18 | 人生峠            | 21/23       | 青江三奈            |                                   |
| 1980年（昭和55年）/第31回 | 19 | 夫婦酒            | 21/23       | 青江三奈(2)         |                                   |
| 1981年（昭和56年）/第32回 | 20 | なみだ坂          | 15/22       | 青江三奈(3)         |                                   |
| 1982年（昭和57年）/第33回 | 21 | 夫婦春秋          | 19/22       | 石川さゆり          |                                   |
| 1983年（昭和58年）/第34回 | 22 | 空手一代          | 14/21       | 都はるみ            |                                   |
| 1984年（昭和59年）/第35回 | 23 | 冬の海            | 11/20       | 牧村三枝子          |                                   |
| 1985年（昭和60年）/第36回 | 24 | 男の一生          | 18/20       | 石川さゆり(2)       |                                   |
| 1986年（昭和61年）/第37回 | 25 | 男吉良常          | 18/20       | 島倉千代子(3)       |                                   |
| 1987年（昭和62年）/第38回 | 26 | 男の花吹雪        | 14/20       | 神野美伽            | 紅白連続出場が14回でストップ      |
| 1989年（平成元年）/第40回 | 27 | 王将（4回目）     | 第1部に出演 | （対戦相手なし）    | 2年ぶりに復帰、生涯最後の紅白出場 |

（注意点）
- 対戦相手の歌手名の()内の数字はその歌手との対戦回数を表す。
- 曲名の後の（○回目）は紅白で披露された回数を表す。
- 出演順は「（出演順）／（出場者数）」で表す。

### 村田英雄の持ち歌が紅白歌合戦で他の歌手によって歌唱された例
| 年度/放送回               | 歌手名       | 曲目 | 備考 |
| ------------------------- | ------------ | ---- | ---- |
| 2017年（平成29年）/第68回 | 福田こうへい | 王将 |      |

## 人物・エピソード

### ギャグとムッチーブーム
1980年代に入るとテレビの露出は減り、いわゆる「大御所」的なポジションになっていたが、ビートたけしが自らの番組で取り上げた事から、若年層のファンが急増し三橋美智也のミッチーに対抗し「ムッチーブーム」と言われるようになる。
そもそもの発端は、1981年に始まった『ビートたけしのオールナイトニッポン』内の「デカ頭コーナー」だった。芸能界では有名な三波春夫とのエピソードから派生し、「村田先生の頭はデカい」という話になり、どの位デカいかのネタを投稿するコーナーが出来た。「セーターを試着しようとしたら、頭が出なかった」等の「頭がデカい」ネタから徐々にトンチンカンな村田の言動や行動をネタにする内容に転じて行き、リスナーの間でブームになる。その噂を聞きつけた村田本人からニッポン放送に電話があり、急遽番組に出演して行ったトークが好評で、任侠物のラジオドラマを作るなど、同番組に度々出演するようになる。当時いわゆる「業界聴取率」が高かった同番組がテレビ番組などへも影響を与え、従来は出演しなかったバラエティー番組やコント番組などへも出演の幅が広がり、「ムッチーブーム」と言われるまでになったものである。
- 代表的なネタ
  - ホテルのフロントに「村田だ!!キー出せ!!」と言った後、売店で「村田だ!!ガムくれ!!」と言った。
  - NHKのディレクターに、「ずぶの素人」と言おうとして「バカ野郎!俺は、ブスの素人じゃねえんだぞ!」と言った。
  - バーに行ったとき、キープボトルを出してもらおうとして、「村田だ!ボルト出せ!」と言った。
  - 村田に乗っている車の名を尋ねると「キャデラック」と言おうとして「俺のは…デラックスだ!」と答えた。
  - 海外旅行の際、必要書類の“sex”（性別）の欄に“週2回”と書いた。
  - 飛行機に乗っている時、エコノミークラスを通りかかり揺れた際に「2等なんか乗るから揺れるんだ」。
  - ステーキレストランでステーキの焼き具合を聞かれて「しょうが焼き」、「カルビ」と答えた（「ガスで焼け！」、「しっかり焼いてくれ！」とも）。
  - 若手を説教していた時に「人という字はお互いに支え合って」と言いながら「入」と書いた。
  - 舞台の上手・下手（かみて・しもて）を「じょうず・へた」と読んだ（後述）。
  - ラスベガスでスロットマシンをやり、オレンジの横一線に「みかんなんて貰ったってしょうがねえな」。
  - 出されたコーヒーに砂糖とミルクを大量に入れて「うーん、やっぱりコーヒーはブラックに限るな」と言った。
  - ラジオ番組にゲスト出演した際、ヒットチャートを見て「このサウンドトラックと言う歌手はすごいですね、ベスト10に6曲も入ってる!」。
  - 司会者から「この歌は村田さんの『十八番』（ここでは「おはこ」ではなく「じゅうはちばん」）ですね」と尋ねられ、「この歌は3番までしかないですよ。そんなにある訳ないじゃないですか」と答えた。
  - 付き人に向かって「ベートーベンって奴は偉いじゃねえか。俺の歌を作ってるぞ」と、交響曲第3番『英雄（えいゆう）』を指しながら言った。
  - コーヒー専門店で注文の際、コーヒーの銘柄を聞かれ『ネスカフェ』と答えた。
  - リップクリームと間違えて唇にソックタッチを塗っていた。

- その他にも「（朝食は）和食にしますか?洋食にしますか?」と聞かれ、「バカ野郎!!朝食だ。」と答えたというものや、力うどん（ちからうどん）を「かうどんをくれ」と注文した、ABCDEを「ABCDヨ」と言った、など数多い逸話があるが、これらの大半は、たけし自身やたけし軍団、高田文夫らたけしのブレーン、或いは当時のハガキ職人、ラジオリスナーらが考えた作り話が広がったものである。
- ビートたけしと所ジョージが司会を務めるTBS系列（毎日放送制作）の番組「たけし・所のドラキュラが狙ってる」で、清水アキラと共演したことがある。

1983年、ビートたけしのオールナイトニッポンのゲストとして満を持して番組に登場、トーク中心の構成となったが、途中、紹介されるネタを怒るどころか、豪快に笑い飛ばしながら事実を解説し、「いやあ、たけちゃんや聴いてくれている皆さんが、こうしていじってくれるということは芸人冥利に尽きるよ!!!」と終始嬉しそうに語っていた。
この事が機縁となり、後にビートたけしとテレビCM（サントリー「バイオミンX」）で共演を果たした。CMは、バス停にスーツ姿のたけしとなぜかステージ衣装とメイクで書類封筒を持つ村田が並んでおり、村田がたけしに「お勤めですか?」と尋ね、「役所関係に・・・ちょっと」答えるたけしにバイオミンXを勧める。今度はたけしが「お勤めですか?」と尋ねると、村田が「芸能関係に・・・ちょっと」と答える、というコント仕立てのもので、決め台詞は「新しく新発売!」というものだった。ビートたけしが発した「村田だ!」のフレーズは人気となり、清水アキラが'86年頃から始めた村田のものまねでさらに広く浸透した。こうした人気を受け、1989年には村田自身がシングル『あゝ万次郎』のカップリングとして『俺が村田だ』という曲を収録している。たけしがコメンテーターを務める『情報7days ニュースキャスター』（TBS）でも一時、オールナイトニッポン当時のネタを紹介していた。
2014年7月15日に放送された『ニッポン放送開局60周年記念 ラジオで聴いた「忘れられぬミュージック」』で高田文夫は、当時余りにもネタにされ過ぎたことに不満を感じた村田が若い衆に「自分の所に連れてこい」と命じて、たけしと高田を呼びつけ、説教した時の逸話を語っている。この時村田は「いいか、たけちゃん。いや、たけし。お前は漫才師だ。俺は歌手だ。高田、お前は作家だ。お互い仕事のジャングルが違うんだ。俺のジャングル入って来るな。」それを聞いた高田とたけしは「俺らターザンじゃねえ」と小声で呟いた言う。しかし、この話も作り話である可能性は高く、番組パーソナリティーの上柳昌彦からは「それ本当なんですか ?」と突っ込まれているが、高田はあくまで「本当なんだって !」と主張している。

### 三波春夫との仲
村田と同じ浪曲出身の演歌歌手、三波春夫とは互いにライバル同士という位置付けであり歌番組での競演も多かった。有名であった三波と村田の不仲説は実際のところ、周囲の関係者やマスコミ、世論が作り出した先入観と偏見に近いものがある。村田は三波を先輩歌手として慕い、ゴルフや食事を共にする仲だった。「上手・下手事件」など、半ば面白おかしく伝えられているが、実際はほぼ同時期にデビューした良きライバルとして互いに意識していた程度であり、犬猿の仲というほどのものではなかった。
村田が1996年に右脚を切断した際、三波は励ましの電話をかけるなど、晩年まで親交は続いた。村田は基本的に「男の演歌」を保守的なまで一筋に歌い続けたが、三波は後年、自分の持ち歌にハウスサウンドやラップを融合させるなど革新的な新しいものにも挑戦しており、仕事に対する考え方や取り組む姿勢、そのスタイルは全く対照的だった。

### その他
また作詞家でフランス文学者だった西條八十は当初、王将の作詞を拒み続けたという（将棋を指したこともなかった）。だが、村田が西條の自宅に何度も断られても足を運ぶことでついに了承した。
NHK紅白歌合戦で『王将』を歌った際には、村田本人が3番の歌詞の『何が何でも勝たねばならぬ』の一節を好んでいたこともあり、また『絶対に白組が勝つ』という心意気を込めて必ず1番と3番を歌ったという。
また、自ら作詞・作曲を手掛けた曲もあり、作品の中で『二階堂伸』（作詞者名義）、『北くすお』（作曲者名義）というペンネームを用いていた。
東映任侠映画を中心に映画出演が続いたため、「村田は歌をやめたのか」と皮肉られ、その後は一切出演しなかった。
女に手を出すのが早かったという。テレビ番組『たけし・所のドラキュラが狙ってる』で女千人斬りの伝説を認めた。番組内で「千人ぐらいは斬ってるだろうな」と述べている。若き日は『ハヤブサのヒデ』と呼ばれたという。

## ディスコグラフィ

### シングル
- 日本コロムビア在籍時（1958年 - 1971年）

| 発売日 | 発売日 | 曲順 | タイトル                        | 作詞              | 作曲       | 編曲       | 規格品番 |
| ------ | ------ | ---- | ------------------------------- | ----------------- | ---------- | ---------- | -------- |
| 1958年 | 7月    | A面  | 無法松の一生                    | 吉野夫二郎        | 古賀政男   | 古賀政男   | A-3070   |
| 1958年 | 7月    | B面  | 度胸千両                        | 吉野夫二郎        | 古賀政男   | 古賀政男   | A-3070   |
| 1958年 | 10月   | A面  | 馬喰一代                        | 野村俊夫          | 古賀政男   | 古賀政男   | A-3093   |
| 1958年 | 10月   | B面  | 居酒屋の恋                      | 野村俊夫          | 古賀政男   | 古賀政男   | A-3093   |
| 1958年 | 11月   | A面  | ⺟恋い月夜                      | 野村俊夫          | 古賀政男   | 古賀政男   | A-3109   |
| 1958年 | 11月   | B面  | 伊太郎鴉                        | 野村俊夫          | 古賀政男   | 古賀政男   | A-3109   |
| 1959年 | 1月    | A面  | よさこい三度笠                  | 星野哲郎          | 船村徹     | 船村徹     | A-3135   |
| 1959年 | 1月    | B面  | 江戸の残月                      | 星野哲郎          | 船村徹     | 船村徹     | A-3135   |
| 1959年 | 2月    | A面  | 一本気仙太郞節                  | 西沢爽            | 古賀政男   | 古賀政男   | A-3147   |
| 1959年 | 2月    | B面  | 逢いに来たのか                  | 西沢爽            | 古賀政男   | 古賀政男   | A-3147   |
| 1959年 | 3月    | A面  | 流れる雲                        | 吉野夫二郎        | 島津伸男   | 船村徹     | A-3164   |
| 1959年 | 3月    | B面  | 海の悪太郎                      | 吉野夫二郎        | 船村徹     | 船村徹     | A-3164   |
| 1959年 | 4月    | A面  | つばくろ一座                    | 石本美由起        | 雑賀晴雄   | 船村徹     | SA-186   |
| 1959年 | 4月    | B面  | 人生劇場                        | 佐藤惣之助        | 古賀政男   | 古賀政男   | SA-186   |
| 1959年 | 6月    | A面  | 人情寄席                        | 星野哲郎          | 船村徹     | 船村徹     | SA-208   |
| 1959年 | 6月    | B面  | 徳利と殿様                      | 星野哲郎          | 内藤貞夫   | 船村徹     | SA-208   |
| 1959年 | 7月    | A面  | 男沓掛時次郎                    | 門田ゆたか        | 竹岡信幸   | 若木みのる | SA-218   |
| 1959年 | 7月    | B面  | 流転太鼓                        | 星野哲郎          | 米山正夫   | 米山正夫   | SA-218   |
| 1959年 | 8月    | A面  | 蟹工船                          | 星野哲郎          | 遠藤実     | 藤原秀行   | SA-230   |
| 1959年 | 8月    | B面  | ソーランしぶき                  | 星野哲郎          | 遠藤実     | 藤原秀行   | SA-230   |
| 1959年 | 9月    | A面  | 黒田武士                        | 島田磬也          | 福岡県民謡 | 船村徹     | SA-241   |
| 1959年 | 9月    | B面  | 田原坂の美少年                  | 島田磬也          | 船村徹     | 船村徹     | SA-241   |
| 1959年 | 12月   | A面  | 達者でいなよってサ              | 相馬詩彦          | 遠藤実     | 藤原秀行   | A-3205   |
| 1959年 | 12月   | B面  | 山ッこ故郷                      | 相馬詩彦          | 遠藤実     | 藤原秀行   | A-3205   |
| 1959年 | 12月   | A面  | 由良さんこちら                  | 牧房雄            | 細田義勝   | 細田義勝   | A-3206   |
| 1959年 | 12月   | B面  | 赤い夕日の金州城                | 関沢新一          | 竹岡信幸   | 松尾健司   | A-3206   |
| 1960年 | 4月    | A面  | 鼻唄がらす                      | 石本美由起        | 雑賀晴雄   | 船村徹     | A-3222   |
| 1960年 | 4月    | B面  | 赤城の三人男                    | 石本美由起        | 船村徹     | 船村徹     | A-3222   |
| 1960年 | 5月    | A面  | 国定忠治                        | 関沢新一          | 竹岡信幸   | 細田義勝   | SA-368   |
| 1960年 | 5月    | B面  | 吉良の仁吉                      | 野村俊夫          | 船村徹     | 船村徹     | SA-368   |
| 1960年 | 6月    | A面  | 独眼竜参上                      | 関沢新一          | 遠藤実     | 山路進一   | SA-403   |
| 1960年 | 6月    | B面  | すいすい道中                    | 関沢新一          | 遠藤実     | 山路進一   | SA-403   |
| 1960年 | 8月    | A面  | 追分さんど笠                    | 石本美由起        | 船村徹     | 船村徹     | SA-432   |
| 1960年 | 8月    | B面  | 多助馬子唄                      | 石本美由起        | 船村徹     | 船村徹     | SA-432   |
| 1960年 | 8月    | A面  | ジャコ萬と鉄                    | 魚住秀            | 船村徹     | 船村徹     | SA-442   |
| 1960年 | 8月    | B面  | 北海の女                        | 魚住秀            | 船村徹     | 船村徹     | SA-442   |
| 1960年 | 9月    | A面  | 船唄三度笠                      | 石本美由起        | 万城目正   | 松尾健司   | SA-463   |
| 1960年 | 9月    | B面  | 信濃路無宿                      | 石本美由起        | 万城目正   | 松尾健司   | SA-463   |
| 1960年 | 11月   | A面  | 酒造りの歌                      | 星野哲郎          | 遠藤実     | 遠藤実     | SA-478   |
| 1960年 | 11月   | B面  | 庫男の唄                        | 星野哲郎          | 遠藤実     | 遠藤実     | SA-478   |
| 1960年 | 11月   | A面  | 俺は陽気な渡り鳥                | 石本美由起        | 浜口庫之助 | 浜口庫之助 | SA-488   |
| 1960年 | 11月   | B面  | 船足ぁ軽いぞ                    | 星野哲郎          | 浜口庫之助 | 浜口庫之助 | SA-488   |
| 1961年 | 2月    | A面  | 新豪傑節                        | 岩瀬ひろし        | 島津伸男   | 安藤実親   | SA-526   |
| 1961年 | 2月    | B面  | おいどん節                      | 岩瀬ひろし        | 島津伸男   | 安藤実親   | SA-526   |
| 1961年 | 3月    | A面  | 竜馬の恋                        | 五味渕洸          | 船村徹     | 船村徹     | SA-541   |
| 1961年 | 3月    | A面  | 侍ニッポン                      | 西條八十          | 松平信博   | 松尾健司   | SA-553   |
| 1961年 | 3月    | B面  | 江戸の白梅                      | 青山七郎          | 船村徹     | 船村徹     | SA-553   |
| 1961年 | 4月    | A面  | さのさ太鼓                      | 星野哲郎          | 堀場正雄   | 堀場正雄   | SA-560   |
| 1961年 | 4月    | B面  | 月の大漁船                      | 石本美由起        | 上原げんと | 上原げんと | SA-560   |
| 1961年 | 7月    | A面  | 雪麿一本刀                      | 佐藤正道          | 船村徹     | 船村徹     | SA-655   |
| 1961年 | 7月    | B面  | 関の弥太っぺ                    | 谷屋充            | 船村徹     | 船村徹     | SA-655   |
| 1961年 | 7月    | A面  | 流転街道                        | 五味渕洸          | 山路進一   | 山路進一   | SA-659   |
| 1961年 | 7月    | A面  | 山にかかる夕陽                  | 星野哲郎          | 船村徹     | 船村徹     | SA-673   |
| 1961年 | 8月    | A面  | 木遣りの兄貴                    | 石本美由起        | 万城目正   | 船村徹     | SA-683   |
| 1961年 | 8月    | B面  | お江戸勇み肌                    | 石本美由起        | 万城目正   | 船村徹     | SA-683   |
| 1961年 | 11月   | A面  | 王将                            | 西條八十          | 船村徹     | 船村徹     | SA-735   |
| 1961年 | 11月   | B面  | 小春月夜                        | 西條八十          | 船村徹     | 船村徹     | SA-735   |
| 1962年 | 1月    | A面  | 着流し侍                        | 魚住秀            | 中村順範   | 松尾健司   | SA-776   |
| 1962年 | 1月    | B面  | 新内三味線                      | 玉置金之助        | 堀場正雄   | 堀場正雄   | SA-776   |
| 1962年 | 1月    | A面  | 愁風小倉城                      | 原田茂安          | 船村徹     | 船村徹     | SA-808   |
| 1962年 | 1月    | B面  | 九州男児                        | 原田茂安          | 福島一美   | 船村徹     | SA-808   |
| 1962年 | 2月    | A面  | 人生旅情                        | 野村俊夫          | 船村徹     | 船村徹     | SA-799   |
| 1962年 | 2月    | A面  | 明治は遠くなりにけり            | 丘灯至夫          | 船村徹     | 船村徹     | SA-801   |
| 1962年 | 2月    | B面  | 人生行路                        | 丘灯至夫          | 船村徹     | 船村徹     | SA-801   |
| 1962年 | 3月    | A面  | 沓掛小唄                        | 長谷川伸          | 奥山貞吉   | 船村徹     | SA-828   |
| 1962年 | 3月    | B面  | お島千太郎旅唄                  | 西條八十          | 奥山貞吉   | 船村徹     | SA-828   |
| 1962年 | 3月    | B面  | あゝ戦友よ眠れかし              | 佐藤惣之助        | 古賀政男   | 古賀政男   | SA-829   |
| 1962年 | 6月    | A面  | 風雲児                          | 星野哲郎          | 服部良一   | 服部良一   | SA-901   |
| 1962年 | 6月    | B面  | 荒原哀歌                        | 星野哲郎          | 服部良一   | 服部良一   | SA-901   |
| 1962年 | 7月    | A面  | 男度胸                          | 辻本茂            | 上原げんと | 上原げんと | SA-910   |
| 1962年 | 7月    | B面  | 河原の石                        | 石田テル          | 遠藤実     | 山路進一   | SA-910   |
| 1962年 | 9月    | A面  | 荒くれ一代                      | 石本美由起        | 竹岡信幸   | 安藤実親   | SA-950   |
| 1962年 | 9月    | B面  | 飯場がらす                      | 石本美由起        | 竹岡信幸   | 山路進一   | SA-950   |
| 1962年 | 10月   | A面  | ばんば踊                        | 並岡龍司          | 並岡龍司   | 松尾健司   | SA-1006  |
| 1962年 | 10月   | A面  | 小倉祇園太鼓                    | 原田茂安          | 船村徹     | 船村徹     | SA-1007  |
| 1962年 | 10月   | B面  | 武蔵小次郎 舟島の決戦場         | 原田茂安          | 船村徹     | 船村徹     | SA-1007  |
| 1962年 | 11月   | A面  | 男の夜明け                      | 星野哲郎          | 遠藤実     | 山路進一   | SA-991   |
| 1962年 | 11月   | B面  | 壮士劇場                        | 星野哲郎          | 遠藤実     | 山路進一   | SA-991   |
| 1962年 | 11月   | A面  | 開化書生節                      | 中川明徳          | 古賀政男   | 佐伯亮     | SA-1010  |
| 1962年 | 11月   | B面  | あゝ花に埋ずめん                | 中川明徳          | 古賀政男   | 佐伯亮     | SA-1010  |
| 1962年 | 12月   | A面  | 殺陣師段平                      | 野村俊夫          | 船村徹     | 船村徹     | SA-1045  |
| 1962年 | 12月   | B面  | 浪花の女                        | 野村俊夫          | 船村徹     | 船村徹     | SA-1045  |
| 1963年 | 2月    | A面  | 柔道一代                        | 星野哲郎          | 山路進一   | 山路進一   | SA-1047  |
| 1963年 | 2月    | B面  | 講道館の鬼                      | 近藤竜太郎        | 山路進一   | 山路進一   | SA-1047  |
| 1963年 | 4月    | A面  | がんくつ王                      | 丘灯至夫          | 船村徹     | 船村徹     | SA-1104  |
| 1963年 | 4月    | B面  | 悲願                            | 丘灯至夫          | 船村徹     | 船村徹     | SA-1104  |
| 1963年 | 5月    | A面  | 大菩薩峠                        | 野村俊夫          | 古関裕而   | 古関裕而   | SA-1097  |
| 1963年 | 5月    | B面  | 女人流転                        | 野村俊夫          | 古関裕而   | 古関裕而   | SA-1097  |
| 1963年 | 6月    | A面  | 白鷺の城                        | 星野哲郎          | 市川昭介   | 市川昭介   | SAS-46   |
| 1963年 | 7月    | A面  | まず一献                        | 西沢爽            | 船村徹     | 船村徹     | SAS-47   |
| 1963年 | 7月    | B面  | 黒髪ながき君なれば              | 西沢爽            | 船村徹     | 船村徹     | SAS-47   |
| 1963年 | 7月    | A面  | 江州音頭                        | 並岡龍司          | 滋賀県民謡 | 松尾健司   | SA-1110  |
| 1963年 | 8月    | A面  | 男一匹                          | 関沢新一          | 遠藤実     | 安藤実親   | SAS-88   |
| 1963年 | 8月    | B面  | 流しやくざ                      | 関沢新一          | 遠藤実     | 安藤実親   | SAS-88   |
| 1963年 | 9月    | A面  | 花の英傑                        | 北条琳都子        | 古賀政男   | 古賀政男   | SAS-132  |
| 1963年 | 12月   | A面  | 遊俠伝                          | 星野哲郎          | 関野幾生   | 松尾健司   | SAS-154  |
| 1963年 | 12月   | B面  | 男の涙                          | 松坂直美          | 関野幾生   | 松尾健司   | SAS-154  |
| 1964年 | 1月    | A面  | 姿三四郎                        | 関沢新一          | 安藤実親   | 安藤実親   | SAS-183  |
| 1964年 | 1月    | B面  | 白虎                            | 星野哲郎          | 遠藤実     | 安藤実親   | SAS-183  |
| 1964年 | 1月    | A面  | 男の土俵                        | 村田英雄          | 村田英雄   | 山路進一   | SAS-201  |
| 1964年 | 1月    | B面  | 相撲小唄                        | 村田英雄          | 山路進一   | 山路進一   | SAS-201  |
| 1964年 | 2月    | A面  | 眠狂四郎の唄                    | 野村俊夫          | 山路進一   | 山路進一   | SAS-187  |
| 1964年 | 2月    | B面  | 浪人ぶし                        | 野村俊夫          | 山路進一   | 山路進一   | SAS-187  |
| 1964年 | 4月    | A面  | 男の意気地は だてじゃない       | 古野哲哉          | 山路進一   | 山路進一   | SAS-219  |
| 1964年 | 5月    | A面  | お秋という女                    | 西沢爽            | 山路進一   | 山路進一   | SAS-236  |
| 1964年 | 5月    | B面  | みだれ雲                        | 西沢爽            | 山路進一   | 山路進一   | SAS-236  |
| 1964年 | 5月    | A面  | 花をたむけてねんごろに          | 中山正男          | 古関裕而   | 古関裕而   | SAS-257  |
| 1964年 | 5月    | A面  | 福山トンド                      | 服部龍太郎        | 広島県民謡 | 松尾健司   | SA-1137  |
| 1964年 | 6月    | A面  | 王者                            | 高野晴雄          | 古賀政男   | 佐伯亮     | SAS-272  |
| 1964年 | 6月    | B面  | こゝろ意気                      | 古野哲哉          | 安藤実親   | 安藤実親   | SAS-272  |
| 1964年 | 7月    | A面  | 皆の衆                          | 関沢新一          | 市川昭介   | 市川昭介   | SAS-273  |
| 1964年 | 7月    | B面  | "男"関東綱五郎                  | 平井健一          | 市川昭介   | 市川昭介   | SAS-273  |
| 1964年 | 7月    | A面  | 野々市じょんから                | 石川県民謡        | 石川県民謡 | 松尾健司   | SA-1143  |
| 1964年 | 9月    | A面  | 花と竜                          | 村田英雄          | 村田英雄   | 山路進一   | SAS-317  |
| 1964年 | 10月   | A面  | お手を拝借                      | 石本美由起        | 上原げんと | 上原げんと | SAS-336  |
| 1964年 | 10月   | B面  | 佐渡の朝吉                      | 石本美由起        | 上原げんと | 上原げんと | SAS-336  |
| 1964年 | 10月   | A面  | 坊主拳法                        | 関沢新一          | 安藤実親   | 安藤実親   | SAS-373  |
| 1964年 | 10月   | B面  | 訣別                            | 野村俊夫          | 安藤実親   | 安藤実親   | SAS-373  |
| 1964年 | 12月   | A面  | これが次郎長決定盤!             | 星野哲郎          | 市川昭介   | 市川昭介   | SAS-382  |
| 1964年 | 12月   | B面  | 旅人さん                        | 村田英雄          | 村田英雄   | 安藤実親   | SAS-382  |
| 1965年 | 1月    | A面  | 風来物語                        | 北くすお          | 村田英雄   | 市川昭介   | SAS-414  |
| 1965年 | 1月    | B面  | 義侠一代                        | 藤島信人          | 由比治郎   | 市川昭介   | SAS-414  |
| 1965年 | 2月    | A面  | 悲恋大阪港                      | 西沢爽            | 船村徹     | 船村徹     | SAS-435  |
| 1965年 | 2月    | B面  | 侠客伝                          | 西沢爽            | 船村徹     | 船村徹     | SAS-435  |
| 1965年 | 3月    | A面  | 俺いらやん衆                    | 北くすお          | 村田英雄   | 安藤実親   | SAS-439  |
| 1965年 | 3月    | B面  | 男一代                          | 江藤彦武          | 村田英雄   | 安藤実親   | SAS-439  |
| 1965年 | 5月    | A面  | 若い衆                          | 関沢新一          | 市川昭介   | 市川昭介   | SAS-479  |
| 1965年 | 5月    | B面  | 男たちよ                        | 関沢新一          | 市川昭介   | 市川昭介   | SAS-479  |
| 1965年 | 6月    | A面  | 海の男の子守唄                  | 高野公男          | 船村徹     | 船村徹     | SAS-503  |
| 1965年 | 6月    | B面  | ひとり酒                        | 高野公男          | 船村徹     | 船村徹     | SAS-503  |
| 1965年 | 6月    | A面  | あゝ薩摩義士                    | 野村俊夫          | 安藤実親   | 安藤実親   | SAS-540  |
| 1965年 | 6月    | B面  | 鹿児島よかとこ                  | 野村俊夫          | 安藤実親   | 安藤実親   | SAS-540  |
| 1965年 | 6月    | A面  | さぬきおどり                    | 香川県民謡        | 香川県民謡 | 市川昭介   | SA-1176  |
| 1965年 | 7月    | A面  | 俺は素浪人                      | 北くすお          | 二階堂伸   | 市川昭介   | SAS-558  |
| 1965年 | 7月    | B面  | 近藤勇                          | 石本美由起        | 上原げんと | 上原げんと | SAS-558  |
| 1965年 | 8月    | A面  | 堅気一筋                        | 関沢新一          | 安藤実親   | 安藤実親   | SAS-541  |
| 1965年 | 8月    | B面  | 夢で候                          | 関沢新一          | 安藤実親   | 安藤実親   | SAS-541  |
| 1965年 | 8月    | A面  | 宮本武蔵                        | 有吉伸            | 古賀政男   | 佐伯亮     | SAS-575  |
| 1965年 | 8月    | B面  | 鶺鴒の舞                        | 南葉二            | 古賀政男   | 佐伯亮     | SAS-575  |
| 1965年 | 8月    | A面  | 備中松山おどり                  | 岡山県民謡        | 岡山県民謡 | 安藤実親   | SA-1179  |
| 1965年 | 9月    | A面  | 柔道水滸伝                      | 関沢新一          | 安藤実親   | 安藤実親   | SAS-586  |
| 1965年 | 9月    | B面  | 柔道小唄                        | 関沢新一          | 戸塚三博   | 戸塚三博   | SAS-586  |
| 1965年 | 11月   | A面  | 明治劇場                        | 石本美由起        | 安藤実親   | 安藤実親   | SAS-610  |
| 1965年 | 11月   | B面  | たまの逢瀬に                    | 北くすお          | 安藤実親   | 安藤実親   | SAS-610  |
| 1966年 | 1月    | A面  | 日本男児                        | 石本美由起        | 船村徹     | 船村徹     | SAS-636  |
| 1966年 | 1月    | B面  | 海に生きる                      | 石本美由起        | 上原げんと | 上原げんと | SAS-636  |
| 1966年 | 2月    | A面  | 弁慶                            | 石本美由起        | 安藤実親   | 安藤実親   | SAS-666  |
| 1966年 | 2月    | B面  | 山よ小川よ草笛よ                | 石本美由起        | 鎌多俊与   | 鎌多俊与   | SAS-666  |
| 1966年 | 3月    | A面  | 独航船の男                      | 西沢爽            | 船村徹     | 船村徹     | SAS-668  |
| 1966年 | 3月    | B面  | 明日と言う日が あるじゃァないか | 西沢爽            | 船村徹     | 船村徹     | SAS-668  |
| 1966年 | 4月    | A面  | 少林寺拳法の歌                  | 竹岡範男          | 宮田東峰   | 安藤実親   | SAS-694  |
| 1966年 | 4月    | B面  | 男ざかり                        | 関沢新一          | 宮田東峰   | 安藤実親   | SAS-694  |
| 1966年 | 4月    | A面  | 坂本龍馬                        | 里見義裕          | 山路進一   | 山路進一   | SAS-695  |
| 1966年 | 4月    | B面  | 龍馬節                          | 関沢新一          | 山路進一   | 山路進一   | SAS-695  |
| 1966年 | 6月    | A面  | 祝い節                          | 大矢弘子          | 和田香苗   | 塩瀬重雄   | SAS-718  |
| 1966年 | 6月    | B面  | お待ちなせェ                    | 石本美由起        | 鎌多俊与   | 鎌多俊与   | SAS-718  |
| 1966年 | 6月    | A面  | 万国博音頭                      | 三宅立美          | 古賀政男   | 佐伯亮     | SAS-728  |
| 1966年 | 8月    | A面  | 満月の恋唄                      | 石本美由起        | 北くすお   | 安藤実親   | SAS-753  |
| 1966年 | 8月    | B面  | 英雄太鼓                        | 石本美由起        | 和田香苗   | 和田香苗   | SAS-753  |
| 1966年 | 9月    | A面  | 瞼の母                          | 中川明徳          | 古賀政男   | 佐伯亮     | SAS-770  |
| 1966年 | 9月    | B面  | 涙の忠太郎                      | 中川明徳          | 古賀政男   | 佐伯亮     | SAS-770  |
| 1966年 | 11月   | A面  | 嵐の男                          | 関沢新一          | 安藤実親   | 安藤実親   | SAS-816  |
| 1966年 | 11月   | B面  | あゝドックの町よ                | 石本美由起        | 北くすお   | 安藤実親   | SAS-816  |
| 1967年 | 2月    | A面  | 河内野郎                        | 石本美由起        | 和田香苗   | 和田香苗   | SAS-836  |
| 1967年 | 2月    | B面  | どっこい人生                    | 石本美由起        | 和田香苗   | 和田香苗   | SAS-836  |
| 1967年 | 3月    | B面  | 日本よい国                      | 関沢新一          | 古賀政男   | 甲斐靖文   | SAS-865  |
| 1967年 | 4月    | A面  | 男の城                          | 関沢新一          | 市川昭介   | 市川昭介   | SAS-872  |
| 1967年 | 4月    | B面  | 父子鳥                          | 石本美由起        | 和田香苗   | 和田香苗   | SAS-872  |
| 1967年 | 7月    | A面  | 夫婦春秋                        | 関沢新一          | 市川昭介   | 市川昭介   | SAS-915  |
| 1967年 | 7月    | B面  | 楽しからずや友きたる            | 関沢新一          | 市川昭介   | 市川昭介   | SAS-915  |
| 1967年 | 10月   | A面  | 浪花の勝負師                    | 三浦康照          | 山本丈晴   | 河村利夫   | SAS-964  |
| 1967年 | 10月   | B面  | 裸一貫俺はやる                  | 三浦康照          | 山本丈晴   | 河村利夫   | SAS-964  |
| 1968年 | 1月    | A面  | 捨てて勝つ                      | 赤城慧            | 山本丈晴   | 佐伯亮     | SAS-1029 |
| 1968年 | 1月    | B面  | 太陽に祈ろう                    | 赤城慧            | 山本丈晴   | 佐伯亮     | SAS-1029 |
| 1968年 | 3月    | A面  | 男の道                          | 原田茂安          | 山本丈晴   | 河村利夫   | SAS-1045 |
| 1968年 | 3月    | B面  | 小倉音頭                        | 原田茂安          | 山本丈晴   | 河村利夫   | SAS-1045 |
| 1968年 | 4月    | A面  | その火を絶やすな                | 石本美由起        | 山本丈晴   | 河村利夫   | SAS-1044 |
| 1968年 | 5月    | A面  | 丸ッコ人生                      | 関沢新一          | 桜田誠一   | 桜田誠一   | SAS-1086 |
| 1968年 | 5月    | B面  | あいつ                          | 関沢新一          | 桜田誠一   | 桜田誠一   | SAS-1086 |
| 1968年 | 8月    | A面  | 竜馬がゆく                      | 赤城慧            | 土橋啓二   | 河村利夫   | SAS-1142 |
| 1968年 | 8月    | B面  | 竜馬しぐれ                      | 赤城慧            | 土橋啓二   | 河村利夫   | SAS-1142 |
| 1968年 | 10月   | B面  | 椎茸音頭                        | 渡辺行久          | 飯田一実   | 桜田誠一   | SAS-1187 |
| 1968年 | 11月   | A面  | 汐鳴                            | 西條八十          | 和田香苗   | 佐伯亮     | SAS-1204 |
| 1968年 | 11月   | B面  | 旅情                            | 西條八十          | 和田香苗   | 和田香苗   | SAS-1204 |
| 1969年 | 2月    | A面  | 残月                            | 三浦康照          | 河村利夫   | 河村利夫   | SAS-1239 |
| 1969年 | 2月    | B面  | 男おけさ                        | 北くすお          | 村田英雄   | 河村利夫   | SAS-1239 |
| 1969年 | 5月    | A面  | 兜                              | 石本美由起        | 古賀政男   | 佐伯亮     | SAS-1266 |
| 1969年 | 5月    | B面  | 男の大盃                        | 石本美由起        | 古賀政男   | 佐伯亮     | SAS-1266 |
| 1969年 | 8月    | A面  | 義兄弟                          | 石本美由起        | 桜田誠一   | 桜田誠一   | SAS-1312 |
| 1969年 | 8月    | B面  | 男の手                          | 石本美由起        | 桜田誠一   | 桜田誠一   | SAS-1312 |
| 1969年 | 12月   | A面  | 彌太郎月夜                      | 石本美由起        | 山本丈晴   | 甲斐靖文   | SAS-1366 |
| 1969年 | 12月   | B面  | すすきの宿                      | 石本美由起        | 山本丈晴   | 甲斐靖文   | SAS-1366 |
| 1970年 | 1月    | A面  | 親分                            | 白鳥朝詠          | 和田香苗   | 和田香苗   | SAS-1376 |
| 1970年 | 1月    | B面  | 人生番外地                      | 白鳥朝詠          | 和田香苗   | 和田香苗   | SAS-1376 |
| 1970年 | 3月    | A面  | 博多ばやし                      | 松岡歳雄          | 森脇憲三   | 甲斐靖文   | SAS-2010 |
| 1970年 | 5月    | A面  | 闘魂                            | 川内康範          | 猪俣公章   | 竹村次郎   | SAS-1419 |
| 1970年 | 5月    | B面  | 友情                            | 川内康範          | 猪俣公章   | 竹村次郎   | SAS-1419 |
| 1970年 | 10月   | A面  | 怒濤                            | 川内康範          | 北原じゅん | 竹村次郎   | SAS-1463 |
| 1970年 | 10月   | B面  | 準備ようそろ                    | 荒金義喜          | 北原じゅん | 竹村次郎   | SAS-1463 |
| 1971年 | 1月    | A面  | 勝負                            | 房前智光 丘灯至夫 | 西川幸男   | 竹村次郎   | SAS-1486 |
| 1971年 | 1月    | B面  | 男                              | 丘灯至夫          | ロイ大竹   | 竹村次郎   | SAS-1486 |
| 1971年 | 4月    | A面  | 武将 伊達政宗                   | 三浦康照          | 船村徹     | 船村徹     | SAS-1508 |
| 1971年 | 4月    | B面  | 人形佐七                        | 村田英雄          | 村田英雄   | 市川昭介   | SAS-1524 |
| 1971年 | 6月    | A面  | 志摩の海                        | 房前智光          | 和田香苗   | 佐伯亮     | SAS-1536 |
| 1971年 | 6月    | B面  | のんだくれ忠臣蔵                | 西沢爽            | 和田香苗   | 和田香苗   | SAS-1536 |

- 東芝EMI移籍後（1971年 - 2002年）

| 発売日 | 発売日   | 曲順 | タイトル                | 作詞                | 作曲         | 編曲       | 規格品番  |
| ------ | -------- | ---- | ----------------------- | ------------------- | ------------ | ---------- | --------- |
| 1971年 | 10月     | A面  | 俺は生きる              | 藤田まさと          | 武哲         | 小杉仁三   | TP-2555   |
| 1971年 | 10月     | B面  | 男の意地                | 松井由利夫          | 大沢浄二     | 斉藤恒夫   | TP-2555   |
| 1972年 | 3月5日   | A面  | 拝啓故郷おふくろさん    | 松井由利夫 梶野真澄 | 大沢浄二     | 斉藤恒夫   | TP-2639   |
| 1972年 | 3月5日   | B面  | ここで一番              | 松井由利夫          | やまだ寿夫   | 斉藤恒夫   | TP-2639   |
| 1972年 | 7月      | A面  | 人生の詩                | なかにし礼          | 猪俣公章     | 竹村次郎   | TP-2687   |
| 1972年 | 7月      | B面  | 男の酒                  | なかにし礼          | 猪俣公章     | 竹村次郎   | TP-2687   |
| 1972年 | 11月     | A面  | 心意気だよ              | 遠藤実              | 遠藤実       | 只野通泰   | TP-2750   |
| 1972年 | 11月     | B面  | 傷だらけの狼            | 遠藤実              | 遠藤実       | 只野通泰   | TP-2750   |
| 1973年 | 2月      | A面  | 石松ひとり旅            | 石坂まさを          | 鈴木邦彦     | 池田孝     | TP-2798   |
| 1973年 | 2月      | B面  | 一本刀土俵入り          | 松井由利夫          | 遠藤実       | 斉藤恒夫   | TP-2798   |
| 1974年 | 10月     | A面  | 息子よ                  | 麻生啓介            | 竜崎孝路     | 竜崎孝路   | TP-20062  |
| 1974年 | 10月     | B面  | 昭和旅                  | 吉田旺              | 竜崎孝路     | 竜崎孝路   | TP-20062  |
| 1975年 | 6月      | A面  | 同期節                  | 聖川湧 ちあき哲也   | 聖川湧       | 北野ひろし | TP-20148  |
| 1975年 | 6月      | B面  | なあ、お前              | たかたかし          | 浜圭介       | 川上了     | TP-20148  |
| 1976年 | 5月      | A面  | 風と雲と虹と            | 福田善之            | 山本直純     | 伊東慶樹   | TP-10001  |
| 1976年 | 5月      | B面  | ひとり笛                | 福田善之            | 山本直純     | 伊東慶樹   | TP-10001  |
| 1976年 | 11月     | A面  | 父帰る                  | 藤田まさと          | 四方章人     | 竹村次郎   | TP-10110  |
| 1976年 | 11月     | B面  | 俺とお前                | 藤田まさと          | 遠藤実       | 斉藤恒夫   | TP-10110  |
| 1977年 | 1月      | A面  | めおと雲                | 荒金きよし          | 遠藤実       | 斉藤恒夫   | TP-10150  |
| 1977年 | 1月      | B面  | ダンチョネ黒田節        | 荒金きよし          | 大沢浄二     | 大沢浄二   | TP-10150  |
| 1977年 | 7月      | A面  | 男だけの唄              | 川内康範            | 川内康範     | 竹村次郎   | TP-10261  |
| 1977年 | 7月      | B面  | 兄弟櫻                  | 川内康範            | 岡千秋       | 竹村次郎   | TP-10261  |
| 1977年 | 10月     | A面  | 夫婦舟                  | 千家和也            | 岡千秋       | 高田弘     | TP-10303  |
| 1977年 | 10月     | B面  | 恋太鼓                  | 千家和也            | 岡千秋       | 高田弘     | TP-10303  |
| 1978年 | 2月      | A面  | 九州鴉                  | 二階堂伸            | 北くすお     | 斉藤恒夫   | TP-10363  |
| 1978年 | 2月      | B面  | 女無法太鼓              | 二階堂伸            | 北くすお     | 斉藤恒夫   | TP-10363  |
| 1978年 | 10月     | A面  | こっちゃこい酒場        | 門井八郎            | 泉みどり     | 伊藤雪彦   | TP-10469  |
| 1978年 | 10月     | B面  | もらい泣き              | 鳥井実              | 山路進一     | 伊藤雪彦   | TP-10469  |
| 1979年 | 4月      | A面  | 新田節                  | 吉野よし彦          | 植村亨       | 成田征英   | TP-10559  |
| 1979年 | 6月20日  | A面  | 花と竜                  | 二階堂伸            | 北くすお     | 斉藤恒夫   | TP-10600  |
| 1979年 | 6月20日  | B面  | 男の土俵                | 二階堂伸            | 北くすお     | 斉藤恒夫   | TP-10600  |
| 1979年 | 8月      | A面  | 人生峠                  | 宮原哲夫            | 小松原てるを | 池多孝春   | TP-10620  |
| 1979年 | 8月      | B面  | いのちの旅路            | 宮原哲夫            | 小松原てるを | 池多孝春   | TP-10620  |
| 1980年 | 6月      | A面  | 昭和自叙伝              | 藤田まさと          | 猪俣公章     | 池多孝春   | TP-17002  |
| 1980年 | 6月      | B面  | 夫婦酒                  | はぞのなな          | 岡千秋       | 池多孝春   | TP-17002  |
| 1980年 | 12月     | A面  | 釣舟の宿                | 横井弘              | 船村徹       | 船村徹     | TP-17106  |
| 1980年 | 12月     | B面  | ひとり行く道            | 横井弘              | 船村徹       | 船村徹     | TP-17106  |
| 1981年 | 3月      | A面  | 大昭和音頭              | 金子知司            | 陸奥高志     | 伊藤雪彦   | TP-17121  |
| 1981年 | 3月      | B面  | 青空音頭                | 二階堂伸            | 岡千秋       | 伊藤雪彦   | TP-17121  |
| 1981年 | 3月      | A面  | 飛車角の唄              | 秩父重剛            | 大沢浄二     | 斉藤恒夫   | TP-17122  |
| 1981年 | 3月      | B面  | 恋太鼓                  | 千家和也            | 岡千秋       | 高田弘     | TP-17122  |
| 1981年 | 8月      | A面  | なみだ坂                | 松本礼児            | むらさき幸   | 小杉仁三   | TP-17200  |
| 1981年 | 8月      | B面  | ふたりで生きる          | はぞのなな          | 岡千秋       | 馬場良     | TP-17200  |
| 1982年 | 6月      | A面  | 母の道                  | 翁明                | 和田香苗     | 和田香苗   | TP-17346  |
| 1982年 | 6月      | B面  | 場末人情                | 瀧竜二              | 山路進一     | 山路進一   | TP-17346  |
| 1982年 | 8月      | A面  | 女房どの                | 鳥井実              | 岡千秋       | 池多孝春   | TP-17380  |
| 1982年 | 8月      | B面  | 演歌船                  | はぞのなな          | 岡千秋       | 池多孝春   | TP-17380  |
| 1983年 | 6月      | A面  | 空手一代                | 鈴木かずみ          | 鈴木かずみ   | 池多孝春   | TP-17489  |
| 1983年 | 6月      | B面  | 人生まったなし          | はぞのなな          | 片山隼       | 池多孝春   | TP-17489  |
| 1984年 | 2月      | A面  | 死ぬまで一緒だよ        | はぞのなな          | 南陽子       | 伊藤雪彦   | TP-17589  |
| 1984年 | 2月      | B面  | 夢割り酒                | はぞのなな          | 茅大介       | 伊戸のりお | TP-17589  |
| 1984年 | 6月      | A面  | 冬の海                  | 玉川良一            | 岬司郎       | 池多孝春   | TP-17633  |
| 1984年 | 6月      | B面  | 夫婦灯り                | やまと大            | よこやま聖   | 池多孝春   | TP-17633  |
| 1984年 | 12月     | A面  | 男の一生                | 賀川幸生            | 賀川幸生     | 池多孝春   | TP-17675  |
| 1984年 | 12月     | B面  | 駒師一代                | 荒川利夫            | むらさき幸   | 池多孝春   | TP-17675  |
| 1985年 | 8月31日  | A面  | マイト野郎              | 宮原哲夫            | むらさき幸   | 池多孝春   | TP-17756  |
| 1985年 | 8月31日  | B面  | ふるさと                | 王よし子            | 大沢浄二     | 大沢浄二   | TP-17756  |
| 1985年 | 8月31日  | A面  | 夫婦雨                  | 宮原哲夫            | 奈和成悟     | 伊戸のりお | TP-17757  |
| 1985年 | 8月31日  | B面  | お父っつぁん おっ母さん | 二階堂伸            | 岡千秋       | 池多孝春   | TP-17757  |
| 1985年 | 8月31日  | A面  | ふたり道                | 白鳥園枝            | 岡千秋       | 池多孝春   | TP-17758  |
| 1985年 | 8月31日  | B面  | 男の酒                  | いわせ灯詩          | 岡千秋       | 池多孝春   | TP-17758  |
| 1985年 | 8月31日  | A面  | 男の暦                  | 二階堂伸            | 泉みどり     | 池多孝春   | TP-17759  |
| 1985年 | 8月31日  | B面  | 将軍                    | 二階堂伸            | 安藤実親     | 安藤実親   | TP-17759  |
| 1985年 | 8月31日  | A面  | 君盃をあげたまえ        | 西沢爽              | 市川昭介     | 馬場良     | TP-17760  |
| 1985年 | 8月31日  | B面  | おとこ道                | 中岡俊哉            | 岡千秋       | 池多孝春   | TP-17760  |
| 1985年 | 12月21日 | A面  | 男侠                    | 松山千春            | 松山千春     | 竜崎孝路   | TP-17800  |
| 1985年 | 12月21日 | B面  | 法印遊侠伝              | 磯ゆうじ            | 竹田喬       | 池多孝春   | TP-17800  |
| 1986年 | 2月21日  | A面  | 祝い歌                  | 三田志ん也          | 奈和成悟     | 池多孝春   | TP-17827  |
| 1986年 | 2月21日  | B面  | 日本の踊り              | 王よし子            | 金田一あきら | 池多孝春   | TP-17827  |
| 1986年 | 4月23日  | A面  | 男吉良常                | 二階堂伸            | 市川昭介     | 池多孝春   | TP-17846  |
| 1986年 | 4月23日  | B面  | 男ぶし                  | 吉田旺              | 岡千秋       | 池多孝春   | TP-17846  |
| 1987年 | 1月16日  | A面  | 男三代                  | 王良                | 岡千秋       | 池多孝春   | TP-17926  |
| 1987年 | 1月16日  | B面  | おとこの傷              | 津木野友            | 奈和成悟     | 池多孝春   | TP-17926  |
| 1987年 | 5月25日  | A面  | 男の花吹雪              | 吉秋雅規            | 北くすお     | 池多孝春   | TP-17964  |
| 1987年 | 5月25日  | B面  | 俺は男                  | 大山りゅうじ        | 賀川幸生     | 池多孝春   | TP-17964  |
| 1987年 | 9月5日   | A面  | 男のしらべ              | 林夢二              | 鈴木かずみ   | 池多孝春   | TP-17995  |
| 1987年 | 9月5日   | B面  | 春がくる                | とくだとしお        | 尾崎はるみ   | 伊藤雪彦   | TP-17995  |
| 1987年 | 12月25日 | A面  | 嫁ぐ日よ                | 二階堂伸            | 市川昭介     | 池多孝春   | RT07-2058 |
| 1987年 | 12月25日 | B面  | 自立ってみろ            | 麻こよみ            | 猪俣公章     | 池多孝春   | RT07-2058 |
| 1988年 | 11月26日 | A面  | 二代目無法松            | 松倉久雄            | 首藤正毅     | 前田俊明   | RT07-2248 |
| 1988年 | 11月26日 | B面  | 夫婦みち                | 三谷勉              | 山田年秋     | 山田年秋   | RT07-2248 |
| 1989年 | 2月22日  | A面  | あゝ万次郎              | 賀川幸生            | 賀川幸生     | 池多孝春   | RT07-2321 |
| 1989年 | 2月22日  | B面  | 俺が村田だ              | 田中祭鬼            | 奈和成悟     | 伊戸のりお | RT07-2321 |
| 1990年 | 2月21日  | 01   | 男伊達                  | 鈴木かずみ          | 鈴木かずみ   | 池多孝春   | TODT-2481 |
| 1990年 | 2月21日  | 02   | 男のまつり              | 二階堂伸            | 鈴木かずみ   | 池多孝春   | TODT-2481 |
| 1990年 | 9月12日  | 01   | 山頭火                  | 二階堂伸            | 加藤智       | 池多孝春   | TODT-2575 |
| 1990年 | 9月12日  | 02   | 倅                      | 高橋直人            | 深谷昭       | 馬場良     | TODT-2575 |
| 1991年 | 4月19日  | 01   | 父子船                  | 中村正義            | 中村正義     | 池多孝春   | TODT-2656 |
| 1991年 | 4月19日  | 02   | 男酒                    | 中村正義            | 中村正義     | 池多孝春   | TODT-2656 |
| 1991年 | 12月4日  | 01   | 人生太鼓                | 高橋直人            | 岡千秋       | 池多孝春   | TODT-2772 |
| 1991年 | 12月4日  | 02   | 浪花人情                | 高橋直人            | 尾崎はるみ   | 池多孝春   | TODT-2772 |
| 1993年 | 7月7日   | 01   | 男の祈り                | 松本礼児            | 山田太郎     | 丸山雅仁   | TODT-3068 |
| 1993年 | 7月7日   | 02   | 花の宴                  | 三園みよじ          | 竹田喬       | 丸山雅仁   | TODT-3068 |
| 1994年 | 10月19日 | 01   | 昭和ひと桁人生噺        | 星野哲郎            | 美樹克彦     | 丸山雅仁   | TODT-3335 |
| 1994年 | 10月19日 | 02   | 古い奴                  | 賀川幸生            | 賀川幸生     | 馬場良     | TODT-3335 |
| 1995年 | 9月6日   | 01   | 心機一天                | 石本美由起          | 遠藤実       | 池多孝春   | TODT-3564 |
| 1995年 | 9月6日   | 02   | 武士の譜                | 二階堂伸            | たもと正     | 池多孝春   | TODT-3564 |
| 1997年 | 1月16日  | 01   | 男の友情                | 村田英雄            | 村田英雄     | 池多孝春   | TODT-3905 |
| 1997年 | 1月16日  | 02   | 新築祝い                | 伊藤進章            | 津軽けんじ   | 池多孝春   | TODT-3905 |
| 1997年 | 6月18日  | 01   | 天下の夢                | 松本礼児            | 山田太郎     | 丸山雅仁   | TODT-3986 |
| 1997年 | 6月18日  | 02   | 男節                    | 石本美由起          | 水森英夫     | 池多孝春   | TODT-3986 |
| 1998年 | 8月7日   | 01   | 忍耐                    | 石本美由起          | 船村徹       | 蔦将包     | TODT-5182 |
| 1998年 | 8月7日   | 02   | 人生舞台                | 鈴木宗敏            | 花野こうじ   | 池多孝春   | TODT-5182 |
| 1999年 | 6月23日  | 01   | 男 朝吉                 | 二階堂伸            | 和田香苗     | 池多孝春   | TODT-5312 |
| 1999年 | 6月23日  | 02   | しぐれ太鼓              | 北小路匠            | 岡千秋       | 池多孝春   | TODT-5312 |
| 2000年 | 6月25日  | 01   | 男の門出                | 中村正義            | 中村正義     | 池多孝春   | TODT-6040 |
| 2000年 | 6月25日  | 02   | あんたの女房            | 中村正義            | 中村正義     | 池多孝春   | TODT-6040 |
| 2002年 | 7月17日  | 01   | 人生二万七千五百日      | 麻こよみ            | 岡千秋       | 池多孝春   | TODT-6100 |
| 2002年 | 7月17日  | 02   | 芝居小屋                | 高橋直人            | 奈和成悟     | 池多孝春   | TODT-6100 |

#### デュエット・シングル
| 発売日        | デュエット   | 曲順 | タイトル                      | 作詞           | 作曲           | 編曲           | レーベル        | 規格品番  |
| ------------- | ------------ | ---- | ----------------------------- | -------------- | -------------- | -------------- | --------------- | --------- |
| 1960年 12月   | 島倉千代子   | A面  | お染半九郎                    | 石川潭月       | 古賀政男       | 古賀政男       | 日本 コロムビア | SA-492    |
| 1961年 4月    | 島倉千代子   | A面  | ホレホレ音頭                  | 服部レイモンド | 服部レイモンド | 服部レイモンド | 日本 コロムビア | SA-602    |
| 1962年 4月    | 五月みどり   | A面  | 湯の山音頭                    | 山田繁雄       | 古賀政男       | 佐伯亮         | 日本 コロムビア | SA-869    |
| 1963年 4月    | 島倉千代子   | A面  | 北九州盆唄                    | 原田茂安       | 古賀政男       | 古賀政男       | 日本 コロムビア | SA-1101   |
| 1963年 4月    | -            | B面  | くろい太陽 (歌：村田英雄)     | 原田茂安       | 船村徹         | 船村徹         | 日本 コロムビア | SA-1101   |
| 1970年 4月    | 加賀城みゆき | A面  | 新加古川音頭                  | 植原繁市       | 山本丈晴       | 甲斐靖文       | 日本 コロムビア | SAS-2014  |
| 1970年 4月    | -            | B面  | (フォーク・ダンス)            | -              | 山本丈晴       | 甲斐靖文       | 日本 コロムビア | SAS-2014  |
| 1980年 2月    | 葵ひろ子     | A面  | にっぽん音頭                  | 青山五平       | 市川昭介       | 馬場良         | 東芝EMI         | TP-10680  |
| 1980年 2月    | 葵ひろ子     | B面  | あすなろ囃子                  | 青山五平       | 市川昭介       | 馬場良         | 東芝EMI         | TP-10680  |
| 1983年 3月    | 松山恵子     | A面  | 一年音頭                      | 由井みどり     | 東幸じ         | 池多孝春       | 東芝EMI         | TP-17468  |
| 1983年 3月    | -            | B面  | 万博音頭 (歌：村田英雄)       | 長坂嘉明       | 加納弘         | 伊藤雪彦       | 東芝EMI         | TP-17468  |
| 1989年 6月7日 | 坂本冬美     | A面  | 平成5・5音頭                  | 石本美由起     | 猪俣公章       | 馬場良         | 東芝EMI         | RT07-2367 |
| 1989年 6月7日 | -            | B面  | おまえと生きる (歌：村田英雄) | 高橋直人       | 花笠薫         | 池多孝春       | 東芝EMI         | RT07-2367 |

#### 企画シングル
| 発売日     | 名義                                                 | 曲順 | タイトル     | 作詞       | 作曲       | 編曲       | 規格品番 |
| ---------- | ---------------------------------------------------- | ---- | ------------ | ---------- | ---------- | ---------- | -------- |
| 1960年 2月 | 島倉千代子 村田英雄 花村菊江 五月みどり 岡田ゆり子   | A面  | 日本よいとこ | 関沢新一   | 古賀政男   | 古賀政男   | SA-300   |
| 1961年 2月 | 島倉千代子 村田英雄 花村菊江 岡田ゆり子 榊原貴代子   | A面  | 日本晴れだよ | 西條八十   | 上原げんと | 上原げんと | SA-531   |
| 1962年 2月 | 島倉千代子 村田英雄 五月みどり 岡田ゆり子 榊原貴代子 | A面  | 日本一だよ   | 西條八十   | 古賀政男   | 古賀政男   | SA-811   |
| 1965年 4月 | 村田英雄 都はるみ 大下八郎                           | A面  | 昭和音頭     | 石本美由起 | 古賀政男   | 佐伯亮     | SAS-500  |

- 三人の会（村田英雄、春日八郎、三橋美智也）のライブ作品。

| 発売日         | 曲順 | タイトル     | 作詞     | 作曲       | レーベル       | 規格品番  |
| -------------- | ---- | ------------ | -------- | ---------- | -------------- | --------- |
| 2001年 6月27日 | 01   | 哀愁         | 村田英雄 | 三橋美智也 | 東芝EMI        | TODT-6083 |
| 2001年 6月27日 | 01   | 男のふるさと | 村田英雄 | 春日八郎   | キングレコード | KIDX-604  |

### アルバム

#### ベスト・アルバム
| 発売日         | タイトル                    | レーベル       | 規格品番       |
| -------------- | --------------------------- | -------------- | -------------- |
| 2000年10月12日 | 村田英雄 2001全曲集         | 東芝EMI        | TOCT-24443     |
| 2001年10月6日  | 村田英雄 2002全曲集         | 東芝EMI        | TOCT-24670     |
| 2002年4月20日  | ゴールデンベスト            | 日本コロムビア | COCA-70269     |
| 2002年9月26日  | 村田英雄 2003全曲集         | 東芝EMI        | TOCT-24846〜47 |
| 2003年9月10日  | 村田英雄 2004全曲集         | 東芝EMI        | TOCT-25142     |
| 2004年6月23日  | 村田英雄特選集 無法松の一生 | 日本コロムビア | COCP-32733〜34 |
| 2009年2月18日  | 決定盤 村田英雄大全集       | 日本コロムビア | COCP-35435〜36 |
| 2012年4月18日  | スター☆デラックス 村田英雄  | 日本コロムビア | COCP-37259     |
| 2013年7月24日  | 完全保存盤 村田英雄 名曲集  | 東芝EMI        | TOCT-12050     |
| 2015年6月24日  | 村田英雄 極ベスト50         | 日本コロムビア | COCP-39164〜66 |
| 2017年5月24日  | ゴールデン☆ベスト 村田英雄  | ユニバーサル   | UPCY-7295      |
| 2018年7月18日  | 村田英雄全曲集 王将         | 日本コロムビア | COCP-40439     |
| 2018年11月21日 | 決定盤 村田英雄 大傑作選    | 日本コロムビア | COCP-40549〜50 |

#### カバー・アルバム
| 発売日         | タイトル           | レーベル | 規格品番   |
| -------------- | ------------------ | -------- | ---------- |
| 2002年11月16日 | ヒットカバー名曲集 | 東芝EMI  | TOCT-24887 |

#### CD-BOX
| 発売日         | タイトル                  | レーベル       | 規格品番       |
| -------------- | ------------------------- | -------------- | -------------- |
| 1999年5月21日  | 村田英雄 歌謡浪曲全集     | 日本コロムビア | COCJ-30372〜77 |
| 2011年10月26日 | 村田英雄 歌謡浪曲浪曲全集 | 日本コロムビア | COCJ-37021〜27 |

### タイアップ曲
| 年     | 楽曲           | タイアップ                             |
| ------ | -------------- | -------------------------------------- |
| 1959年 | 一本気仙太郞節 | 映画『一本気仙太郞』主題歌             |
| 1960年 | 独眼竜参上     | NTV系ドラマ『独眼竜参上』主題歌        |
| 1961年 | 雪麿一本刀     | NET系ドラマ『雪麿一本刀』主題歌        |
| 1961年 | 山にかかる夕陽 | 映画『旗本退屈男 謎の七色御殿』主題歌  |
| 1963年 | 柔道一代       | 映画『柔道一代』主題歌                 |
| 1963年 | 男一匹         | 映画『浅草の侠客』主題歌               |
| 1964年 | 姿三四郎       | フジテレビ系ドラマ『姿三四郎』主題歌   |
| 1964年 | 白虎           | NTV系ドラマ『白虎』主題歌              |
| 1964年 | 眠狂四郎の唄   | 映画『眠狂四郎殺法帖』主題歌           |
| 1964年 | 花と竜         | NTV系ドラマ『村田英雄の花と龍』主題歌  |
| 1964年 | 坊主拳法       | NTV系ドラマ『坊主拳法』主題歌          |
| 1965年 | 風来物語       | NET系ドラマ『風来物語』主題歌          |
| 1965年 | 悲恋大阪港     | 映画『日本侠客伝 浪花篇』主題歌        |
| 1965年 | 柔道水滸伝     | フジテレビ系ドラマ『柔道水滸伝』主題歌 |
| 1965年 | 明治劇場       | 映画『任侠男一匹』主題歌               |
| 1966年 | 弁慶           | NTV系ドラマ『弁慶』主題歌              |
| 1966年 | 嵐の男         | 映画『任侠柔一代』主題歌               |
| 1968年 | 捨てて勝つ     | 映画『捨てて勝つ』主題歌               |
| 1970年 | 親分           | 映画『関東義兄弟』主題歌               |
| 1971年 | 人形佐七       | NET系ドラマ『人形佐七捕物帳』主題歌    |

## 出演

### 映画

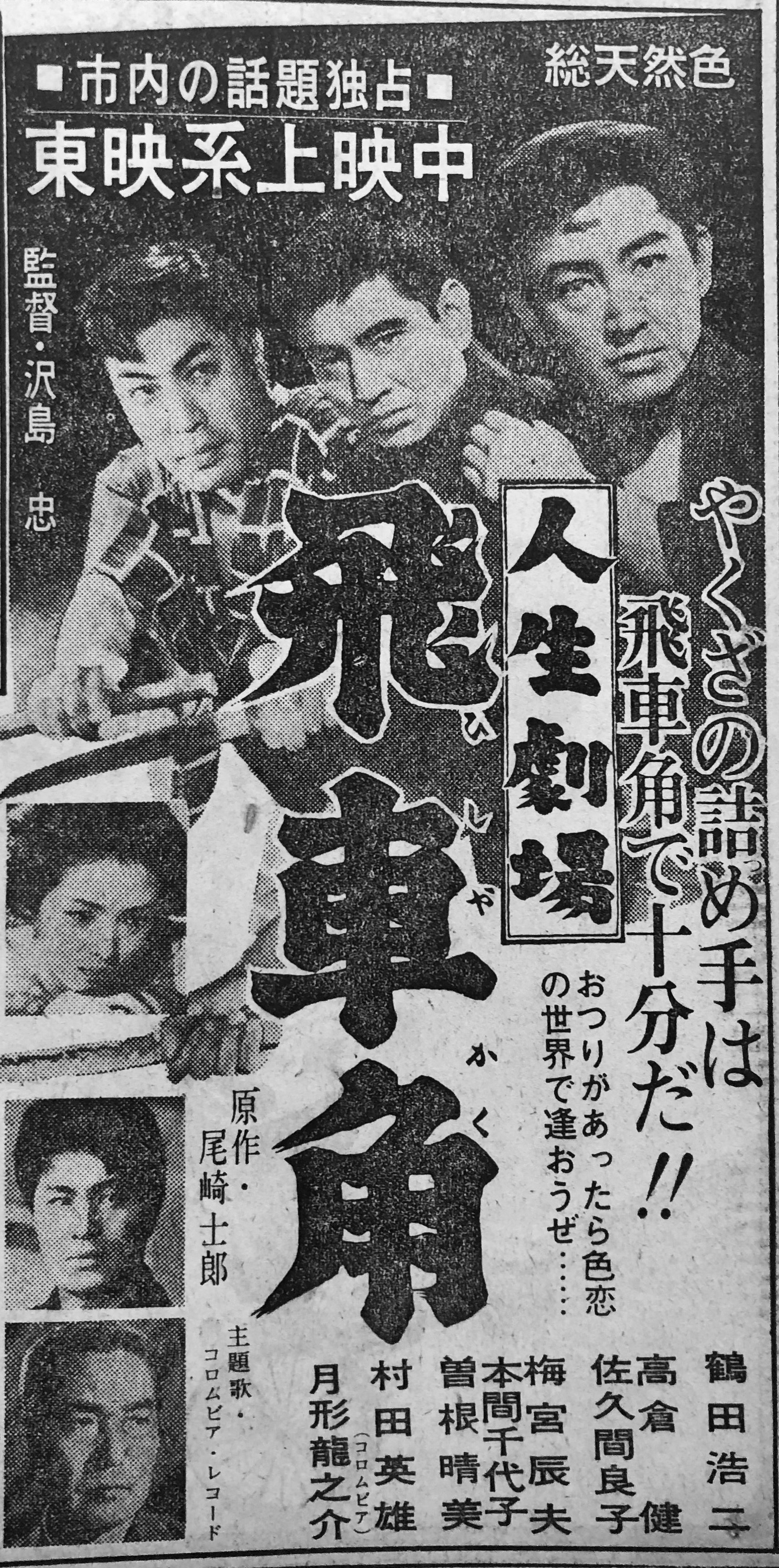
『人生劇場 飛車角』（1963年）

- 阿波狸合戦 1939年  （新興キネマ）  配役：茶坊主
- 後藤又兵衛 乳呑三千石  1939年  （新興キネマ）  配役：少年浪曲師
- 旗本退屈男 謎の七色御殿  1961年  （東映）  配役：民吉
- 恋しぐれ・秩父の夜祭  1961年  （大映）  配役：信次
- 新・人生劇場  1961年  （大映）  配役：村上
- 仲よし音頭・日本一だよ  1962年  （大映）  配役：村田英雄
- 王将  1962年  （東映）  配役：榊原
- 柔道一代  1963年  （東映）  配役：大村竜作
- 浅草の侠客  1963年  （東映）  配役：雷門千吉
- 関東遊侠伝  1963年  （日活）  配役：村田親分
- 人生劇場 飛車角  1963年  （東映）  配役：寺兼
- 男の嵐  1963年  （松竹）  配役：乱菊松二郎
- やくざの歌  1963年  （東映）  配役：村尾
- 東海遊侠伝  1964年  （日活）  配役：村田
- 任侠男一匹  1965年  （東映）  配役：阿波登喜蔵
- 関東流れ者  1965年  （東映）  配役：高島伯太郎
- 日本侠客伝 浪花編  1965年  （東映）  配役：和田島義雄
- 関東やくざ者  1965年  （東映）  配役：高島伯太郎
- 兄弟仁義  1966年  （東映）  配役：鳴子治三郎
- 続兄弟仁義  1966年  （東映）  配役：藤ヶ谷初太郎
- 男の勝負  1966年  （東映）  配役：藤岡重助
- 北海遊侠伝  1967年  （東映）  配役：立花伊之助
- 兄弟仁義 関東命知らず  1967年
- 兄弟仁義 関東兄貴分  1967年
- さくら盃 義兄弟  1969年
- さくら盃 仁義  1969年
- 関東義兄弟  1970年
- 関東兄弟仁義 任侠  1971年
- 王将 1973年  （東宝）  配役：審判係町田
- 三婆  1974年  （東宝）  配役：田中

### ラジオ
- 『ラジオ連続浪曲』(文化放送)

### テレビ
- 年忘れにっぽんの歌（テレビ東京系）
- あんちゃん（日本テレビ系）
- NHK特集「晴れ姿!!旅役者座長大会」（1980年10月27日、NHK総合）- ナレーション[8]

#### テレビドラマ
- 村田英雄の花と龍（日本テレビ系）1964年10月25日から1965年1月17日まで全13回。
- 特別機動捜査隊 （NET）
  - 第501話「勝負」（1971年） - 政吉 役
  - 第734話「絶望を越えて」（1975年）
- 一心太助 第14話「人情勧進相撲」（1972年、フジテレビ / 国際放映） - 仁介 役

### CM
- 協和発酵 麦焼酎『玄海』（現在はアサヒビールから発売）
- 大蔵住宅（福岡県ローカル）
- 村田機械 家庭用ファクシミリ
- 救心製薬
- うどんウエスト
- サントリー バイオミンX（ビートたけしと共演。）
- ミツカン（つゆ）